# Mydlita
Mydlita is een plaats in het Poolse district  Bytowski, woiwodschap Pommeren. De plaats maakt deel uit van de gemeente Czarna Dąbrówka en telt 162 inwoners.

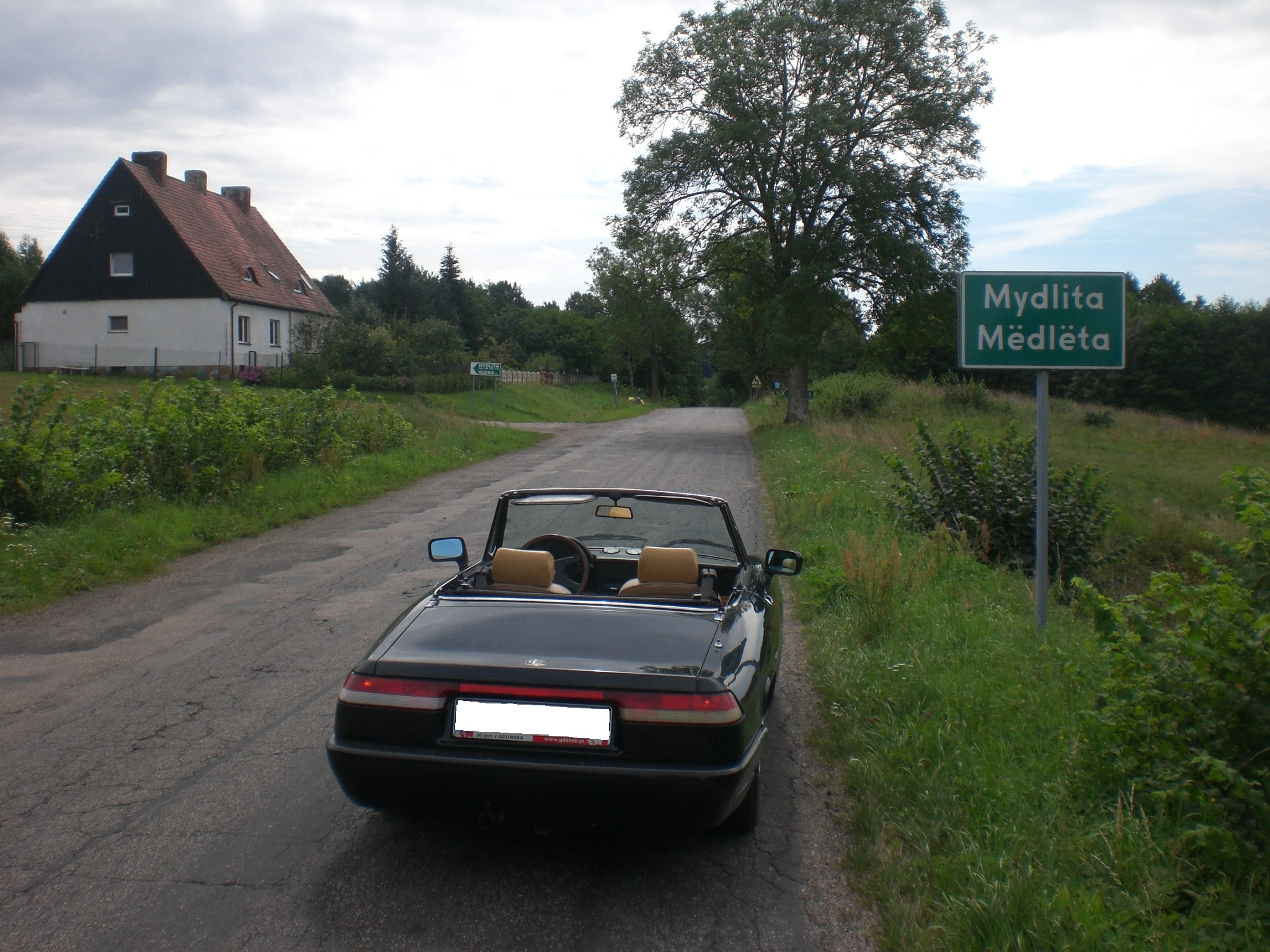
Dorpsweg